# Первые одноцентовые монеты США
Первые одноцентовые монеты США — монеты США номиналом в 1 цент. За достаточно непродолжительный период (с 1793 по 1807 год) было отчеканено несколько типов и разновидностей одноцентовых монет.

## История
Строго говоря, первой одноцентовой федеральной монетой США был фугио-цент, отчеканенный ещё до ратификации Конституции США, однако на нём ещё не было ни названия страны, ни даже номинала.
Монетный акт 1792 года предусматривал выпуск медных одноцентовых монет. Первые 36 тысяч монет были отчеканены в 1793 году. Однако их дизайн оказался неудачным. На аверсе был изображён бюст женщины с распущенными волосами, символизирующей Свободу, а в реверсе — круговая цепь из 13 звеньев. Эти изображения вызвали ряд критических высказываний, так как изображение женщины было весьма неэстетичным, а цепь являлась символом рабства. В том же году был произведён выпуск нового типа монет. На них цепь была замещена на венок. Всего было отчеканено чуть более 63 тысяч таких монет.
В том же 1793 году была произведена ещё одна замена. На этот раз женщина, символизирующая Свободу, была изображена с бантом. Суммарный тираж этих монет в 1793—1796 годах составил около 1 миллиона 600 тысяч экземпляров.
С 1796 года стали чеканиться монеты, на аверсе которых находился драпированный бюст Свободы. Изображение повторяли другие монеты, находившиеся в обиходе. Всего до 1807 года было выпущено чуть менее 18 миллионов монет данного типа.
В связи с несовершенством системы чеканки того времени существует множество разновидностей каждого типа монеты, которые могут различаться по массе, наличии надписей на гурте и диаметру.

## Тираж
| Год                                                                     | Отчеканено в Филадельфии |
| ----------------------------------------------------------------------- | ------------------------ |
| 1793 (с цепью) (с венком) (с изображением Свободы с бантом)             | 36 103 63 353 11 056     |
| 1794                                                                    | 918 521                  |
| 1795                                                                    | 538 500                  |
| 1796 (с изображением Свободы с бантом) (с драпированным бюстом Свободы) | 109 285 363 375          |
| 1797                                                                    | 897 510                  |
| 1798                                                                    | 1 841 745                |
| 1799                                                                    | 1 841 745                |
| 1800                                                                    | 2 822 175                |
| 1801                                                                    | 1 362 837                |
| 1802                                                                    | 3 435 100                |
| 1803                                                                    | 3 131 691                |
| 1804                                                                    | 96 500                   |
| 1805                                                                    | 941 116                  |
| 1806                                                                    | 348 000                  |
| 1807                                                                    | 829 221                  |